# Hauptgebäude der Ludwig-Maximilians-Universität München
Das Hauptgebäude der Ludwig-Maximilians-Universität München ist seit seiner Errichtung ab 1835 das zentrale Gebäude der Universität. Es beherbergt Einrichtungen wie das Rektorat, die Studentenkanzlei und eine große Anzahl von Hörsälen. Der Erstbau an der Ludwigstraße wurde zwischen 1835 und 1840 von dem Architekten Friedrich von Gärtner errichtet; 1906–1909 erfolgte eine große Erweiterung des Gebäudes in Richtung Amalienstraße durch German Bestelmeyer.
Der Bau von Gärtner gehört kunsthistorisch zu den wichtigen und frühen Vertretern des Rundbogenstils, einer Variante des Historismus, während die Erweiterung von Bestelmeyer als wichtiger Bau des Jugendstils und des Neoklassizismus im weiteren Sinne gelten kann.
Nach dem Zweiten Weltkrieg war die Große Aula im Gärtner-Bau provisorischer Sitzungsort des bayerischen Parlaments, unter anderem wurde die Bayerische Verfassung hier beschlossen.

## Städtebauliche Einbindung

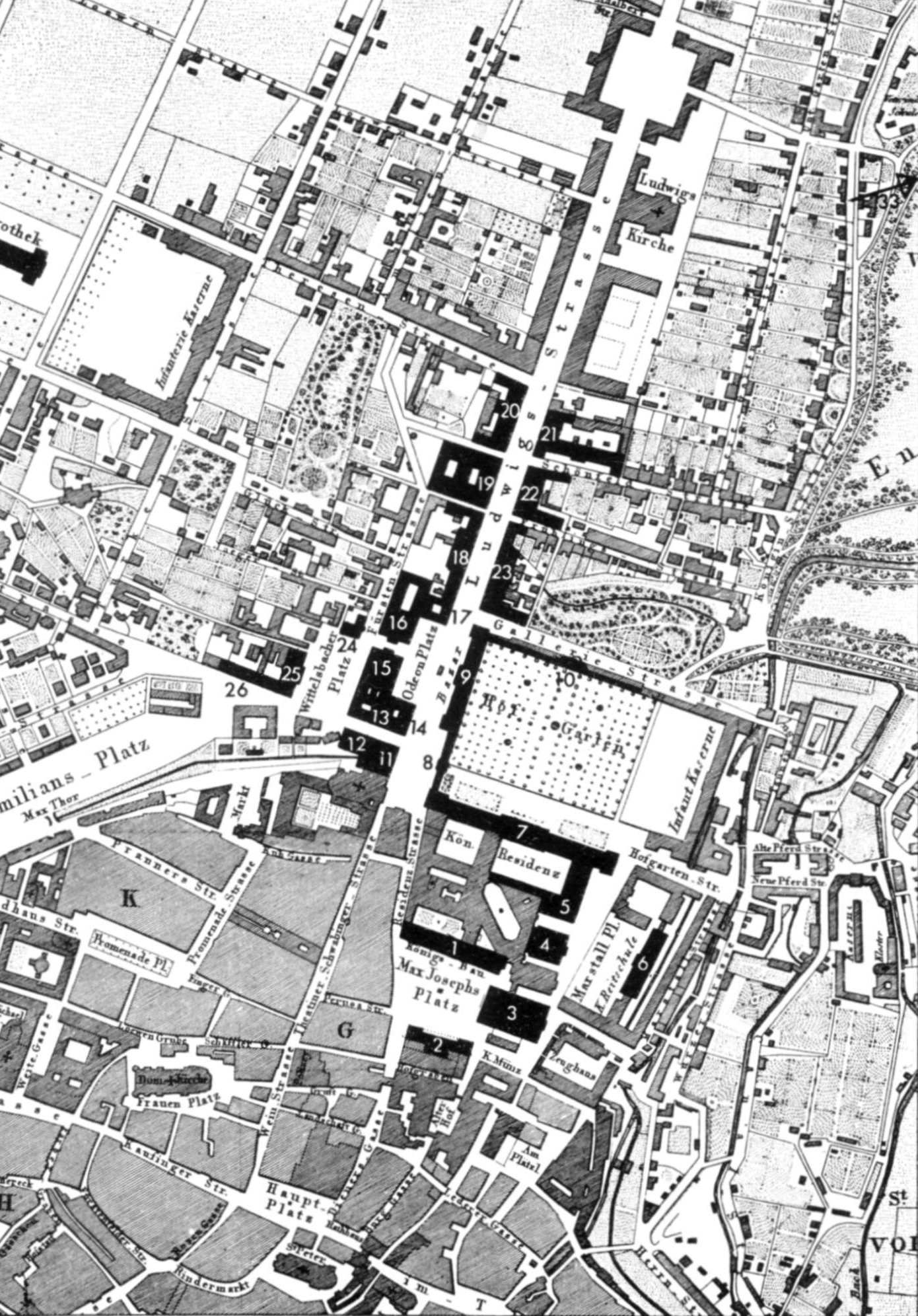
Historischer Stadtplan mit dem Universitätsforum am oberen Ende

Das Hauptgebäude der Ludwig-Maximilians-Universität bildet den westlichen Abschluss einer einheitlich gestalteten, forumsartigen Platzanlage am nördlichen Ende der Ludwigstraße im Münchner Stadtteil Maxvorstadt. Hier sollte sich zur Erbauungszeit nach den Vorstellungen des Auftraggebers Ludwig I. der nördliche, monumental ausgestaltete Eingang zur damaligen Residenzstadt München öffnen. Aus Symmetriegründen wurde deshalb das Hauptgebäude auf der entgegengesetzten Platzseite durch ein Ensemble ähnlich gestalteter Bauten ergänzt, u. a. durch das Georgianum. Der Platz selbst setzt sich heute aus den Teilbereichen Geschwister-Scholl-Platz im Westen vor dem Hauptgebäude und dem Professor-Huber-Platz auf der östlichen Seite der Ludwigstraße zusammen. Seit 1906 wird das Hauptgebäude auch durch einen zweiten Haupteingang von der Amalienstraße erschlossen, an der weitere Universitätsinstitute und die Akademie der Bildenden Künste liegen.
Das Hauptgebäude bildet heute das Zentrum einer campusartigen Verdichtung vieler Universitätseinrichtungen.

## Baugeschichte

### Historische Vorläufer des heutigen Hauptgebäudes der Ludwig-Maximilians-Universität

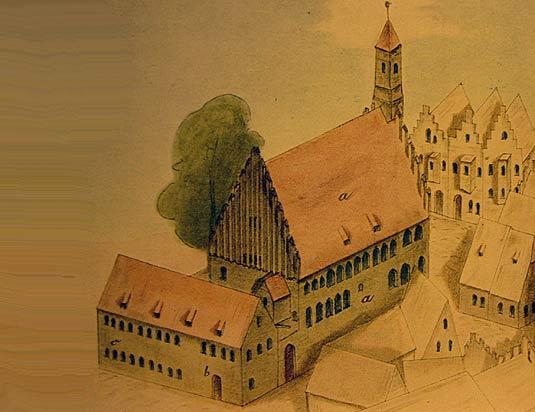
Pfründnerhaus in Ingolstadt

Die Ludwig-Maximilians-Universität existiert als Institution bereits seit 1472. In diesem Jahr gründete Ludwig der Reiche in Ingolstadt die erste bayerische Universität. Als Hauptgebäude diente dort das ehemalige Pfründnerhaus, die sogenannte Hohe Schule. Weitere Universitätsgebäude waren unter anderem das zwischen 1723 und 1736 neu erbaute Anatomiegebäude. Im Jahr 1800 wurde die Universität nach Landshut verlegt. Dort diente das ehemalige Dominikanerkloster als Universitätsgebäude. 1826 wurde die Ludwig-Maximilians-Universität auf Beschluss König Ludwig I. nach München verlegt. Bis zum Neubau des noch heute bestehenden Hauptgebäudes durch den Architekten Friedrich von Gärtner an der Ludwigstraße war die Universität im Wilhelminum untergebracht.

### Der Neubau Friedrich von Gärtners (1835–1840)

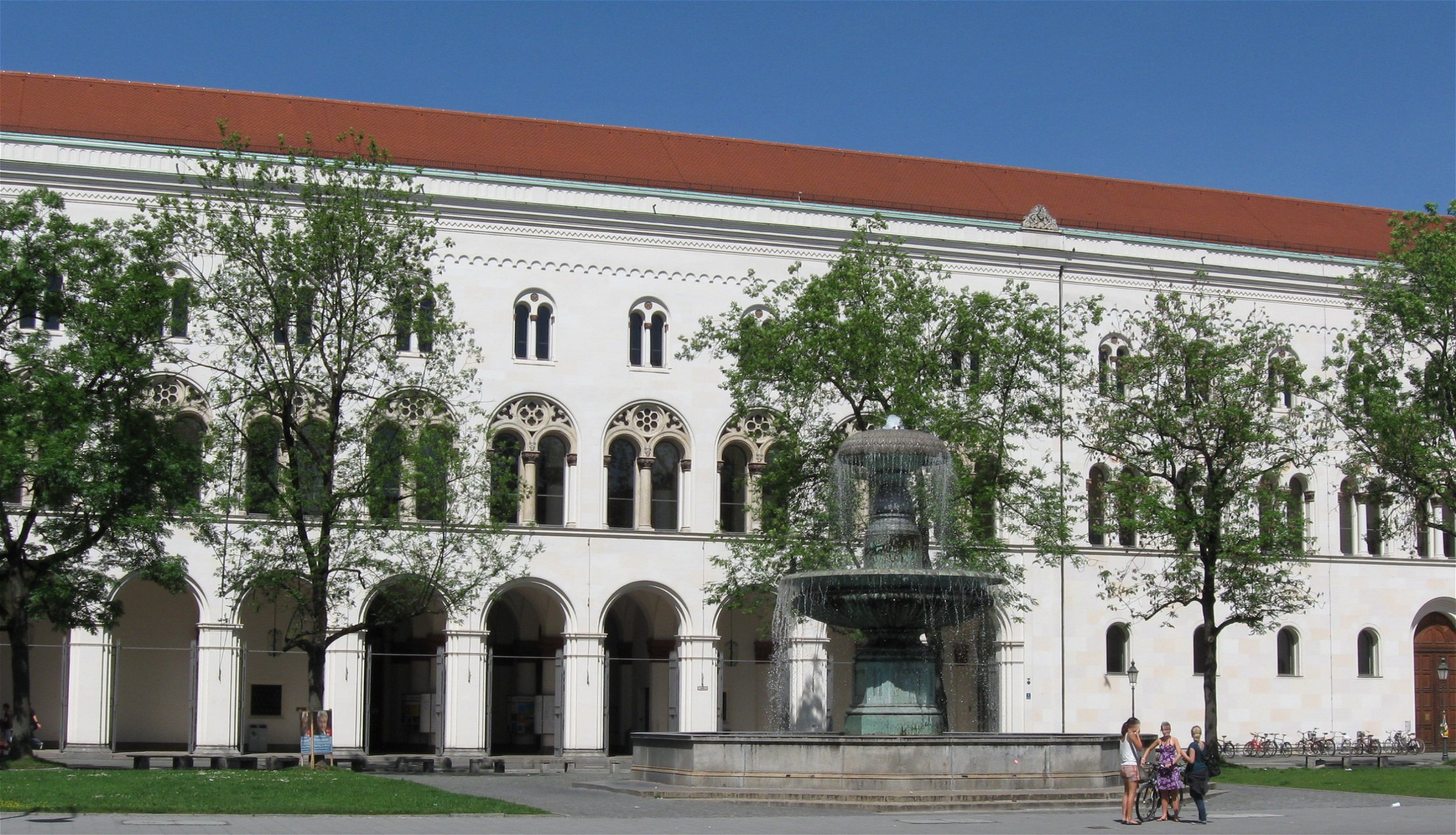
Ostfassade und Eingangsbereich des Gärtner-Baus

1826 beschloss König Ludwig I. einen Neubau der Ludwig-Maximilians-Universität, der am nördlichen Ende der damals erst halb fertiggestellten Ludwigstraße errichtet werden sollte. Dafür forderte Ludwig I. drei Architekten in Form eines Wettbewerbes dazu auf, einen ersten Entwurf für den Neubau nach seinen Vorstellungen zu entwerfen. Die ausgewählten Architekten waren: Johann Gottfried Gutensohn, Franz Christian Gau und Joseph Thürmer.
Friedrich von Gärtner, der heutzutage neben Leo von Klenze als einer der wichtigsten Architekten unter Ludwig I. in Bayern gilt, war zu diesem Zeitpunkt noch nicht in das Bauvorhaben involviert. Erst im Jahre 1827 erhielt dann auch Friedrich von Gärtner den Auftrag, einen Entwurf für die Ludwig-Maximilians-Universität München vorzulegen und setzte sich letztendlich gegen die Planungsentwürfe seiner Mitstreiter durch, darunter auch Leo von Klenze.
Gärtners rechteckige Platzbildung und entsprechende Randbebauung im Gegensatz zur Kreisbogenanordnung nach dem Vorschlag von Klenzes überzeugten vor allem hinsichtlich der Kostenersparnis. Die Universität musste die Westseite einnehmen, da der östliche Platzbereich von der Veterinärstraße unterbrochen wird. Mit der quadratischen Form des Platzes wurde automatisch die Form der Universität als Dreiflügelanlage bestimmt, genauso wie die der Zweiflügelanlage auf dem Platz gegenüber. Die Architekten hatten zwar Freiraum in der Gestaltung des Gebäudes, dennoch unterlag ihnen ein genaues Raumprogramm, welches Ludwig I. vorschrieb.
Das Bauvorhaben wurde zunächst ausgesetzt und erst im Jahre 1832 wieder aufgenommen. Anzunehmen ist, dass auf Grund der Finanzkrise die Planung des Neubaus sich nochmals um zwei Jahre verschob und so erst im Jahre 1835 mit dem Bau begonnen werden konnte. Die Grundsteinlegung war am 25. August 1835, anlässlich des 49. Geburtstages König Ludwig I. Gleichzeitig wurde auch der Grundstein für den Neubau des schräg gegenüberliegenden Herzoglichen Georgianums gelegt.

### Erste Anbauten und Erweiterungen bis 1906

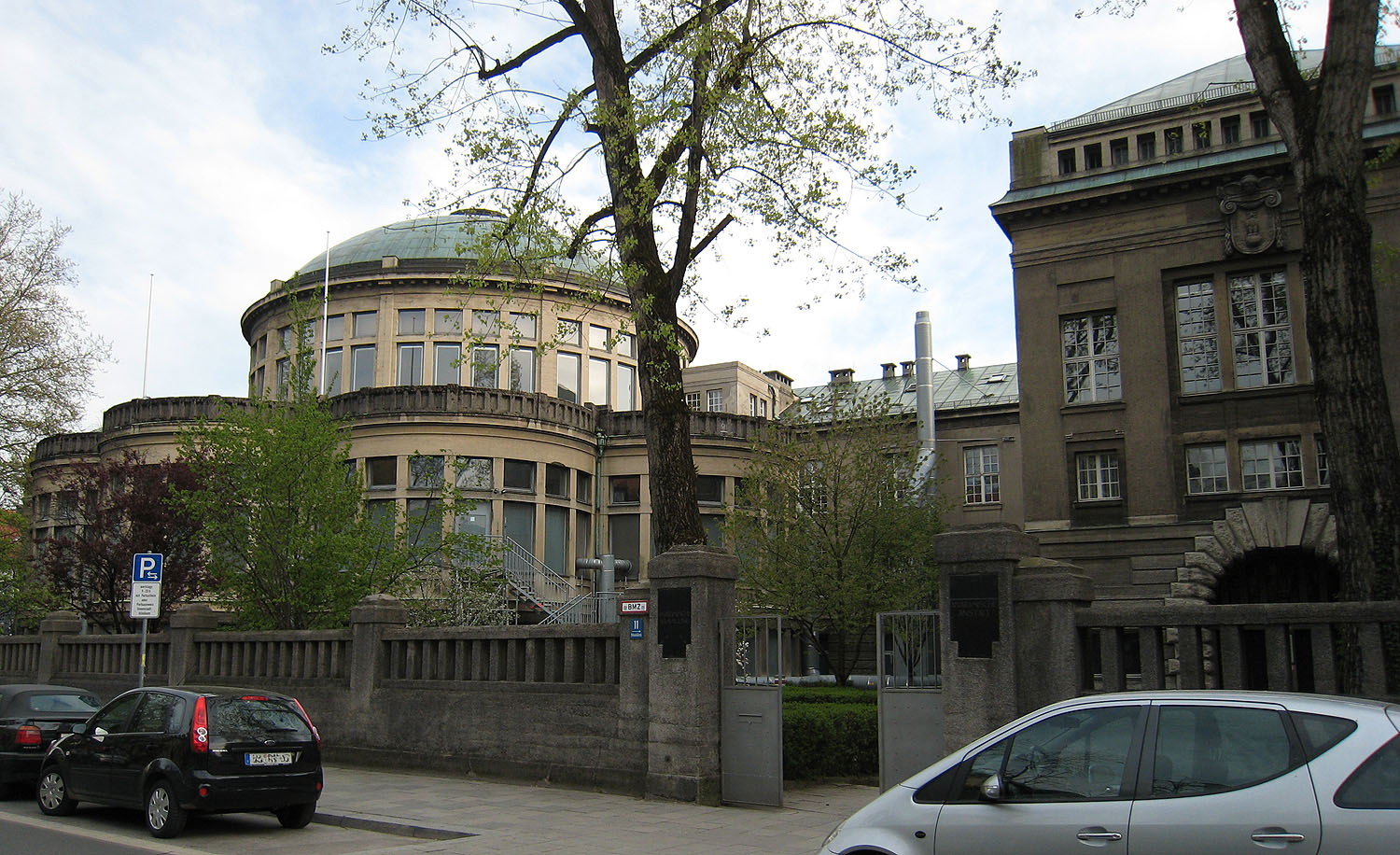
Anatomische Anstalt in der Pettenkoferstraße

Der Universitätsbau Gärtners war nur für eine Kapazität von ca. 1500 Studenten ausgelegt. Die Zahl der Studierenden stieg jedoch bis zur Wende zum 20. Jahrhundert auf ca. 4500 an. So wurden bereits 1873 erste Klagen über die kontinuierlich wachsende Raumnot laut, so dass schon bald weitere Erweiterungsbauten notwendig wurden.
Die ersten Baumaßnahmen fanden zur Regierungszeit König Ludwigs II. statt, als zwischen 1878 und 1881 an der Rückseite des Südflügels der noch heute bestehende Aulaturm gebaut wurde. Zusätzlich wurde zwischen 1892 und 1894 das Physikalische Institut als westliche Fortsetzung des Aulatraktes an den Südflügel angebaut. Eine weitere große Baumaßnahme war der Erweiterungsbau Emanuel Seidels, welcher zwischen 1897 und 1898 als westliche Fortsetzung des Nordflügels entlang der Adalbertstraße errichtet wurde. Auch wurden weitere Gebäude innerhalb Münchens angekauft bzw. errichtet, die ebenfalls zur Universität gehörten, aber nicht mit dem Hauptgebäudetrakt verbunden waren. So z. B. die 1905 bis 1907 errichtete Anatomische Anstalt in der Nähe des Sendlinger Tors oder die Universitätsbibliothek (1892).
Neben diesen Maßnahmen versuchte man bereits seit 1886 durch gezieltes Ankaufen von Grundstücken der immer größer werdenden Problematik des Platzmangels entgegenzuwirken. Vor allem versuchte man Grundstücke an der Amalien- und Adalbertstraße zu erwerben, also in unmittelbarem westlichen Anschluss an den Gärtner-Bau, um ein zusammenhängendes Areal für einen weiteren Universitätsneubau zu erschließen. Bereits 1902 war die Universität im Besitz von zehn Anwesen, und 1907 wurden die letzten Grundstücke erworben, so dass mit dem geplanten Neubau begonnen werden konnte.

### Die große Erweiterung durch German Bestelmeyer (1906–1909)

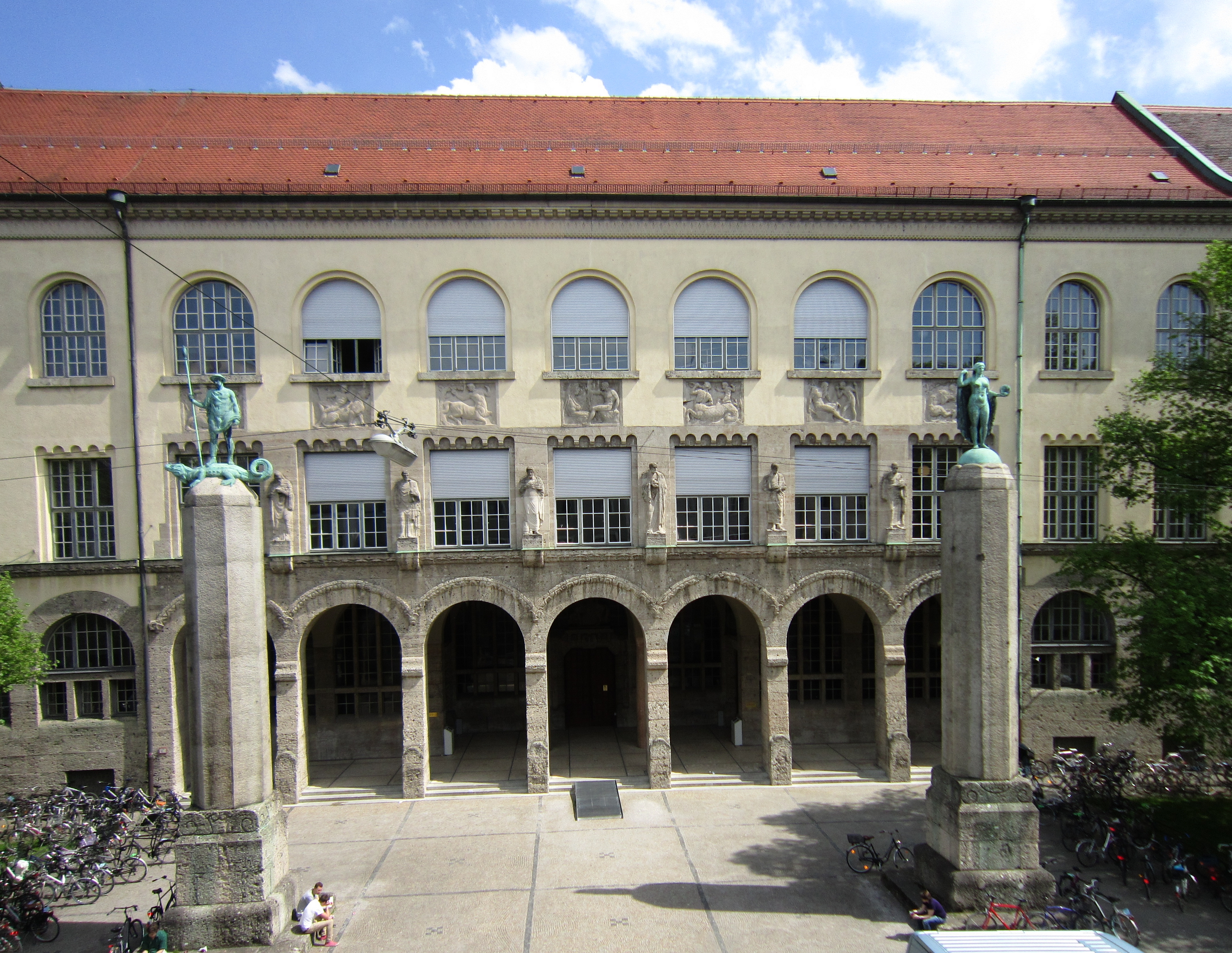
Die neue Eingangsfassade des Bestelmeyer-Anbaus an der Amalienstraße (Foto 2012)

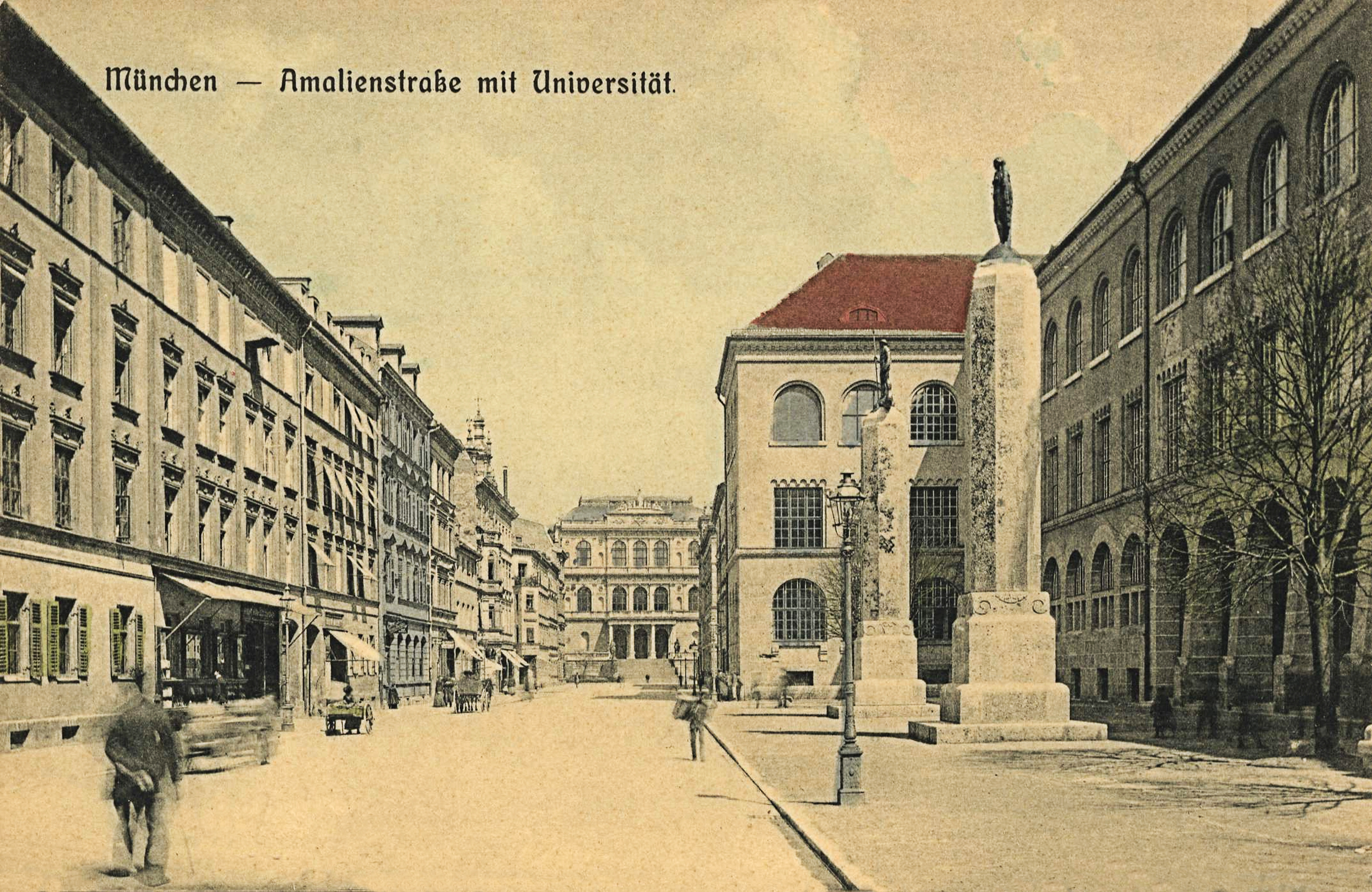
Blick in die Amalienstraße mit dem neuen Universitätsgebäude auf der rechten Seite um 1910

1906–1909 erfolgte dann die grundlegende Erweiterung des Universitätsgebäudes westwärts zur Amalienstraße hin. Die Pläne lieferte der junge Architekt German Bestelmeyer.
Die Erweiterung fiel in die Zeit, in der Bestelmeyer als Assessor am kgl. Landbauamt tätig war. Bevor er den Auftrag zur Erweiterung der LMU erhielt, nahm Bestelmeyer an verschiedenen Architektur- und Denkmalswettbewerben teil. Dadurch hatte sich u. a. die Zusammenarbeit mit Künstlern ergeben, die später bei der Ausstattung des Erweiterungsbaus beteiligt waren, wie dem Maler Wilhelm Köppen (Mosaikarbeiten) und dem Bildhauer Bernhard Bleeker (Porträtplastik Prinzregent Luitpold). Bestelmeyers reichhaltiges Ausstattungsprogramm erforderte jedoch ein ganzes Team bildender Künstler, so waren zudem noch Josef Flossmann, Hermann Hahn und Ulfert Janssen (Plastiken in der Aula) beteiligt. Die Fassadenplastiken wurden von Georg Albertshofer geschaffen. Zusammen mit Köppen und Janssen unternahm Bestelmeyer sogar eine Studienreise nach Florenz, deren Anlass die künstlerische Ausstattung der Aula war.
Bemerkenswert ist, dass der ursprüngliche, weitaus konventionellere Entwurf für die Erweiterung der LMU nicht von Bestelmeyer, sondern von dessen Vorgesetzten Oberbaurat von Stempel stammte. Letztlich überzeugte aber der Entwurf Bestelmeyers, und so gelangte dieser zur Ausführung. Ab dem 1. April 1906 übernahm Bestelmeyer die Leitung des Baubüros für den Erweiterungsbau der LMU. Nach erfolgreichem Abschluss des Erweiterungsbaus wurde Bestelmeyer 1909 von der Universitätsleitung die Ehrendoktorwürde der philosophischen Fakultät verliehen.

### Kriegszerstörung und Wiederaufbau
Bei den Luftangriffen auf München im Zweiten Weltkrieg kam es zur starken Zerstörung des gesamten Forumkomplexes und auch des Hauptgebäudes. Vor allem bei dem Angriff am 13. Juli 1944 erlitt das Hauptgebäude durch Spreng- und Brandbomben sehr schwere, doch unterschiedlich verteilte Schäden. Die Dachzonen gingen nahezu vollständig verloren. Der Altbau Friedrich von Gärtners brannte aus und wurde am schwersten beschädigt. Seine Fassade im 2. Stock des Mittelbereiches erhielt eine etwa fünf Achsen breite Fehlstelle. Auch die Schildwand über der Haupttreppe wurde zerstört, und die neuen Raumausstattungen Bestelmeyers für das im ersten Obergeschoss des Gärtner-Baus angesiedelte Rektorat gingen verloren. Der nördliche Erweiterungsbau von 1897/98 an der Adalbertstraße wurde weitgehend vernichtet. Erheblich weniger beschädigt wurde dagegen der gesamte Erweiterungsbau von German Bestelmeyer, wo zahlreiche Details wie Beleuchtungskörper, Türen mit Beschlägen und Fußbodenflächen heute noch original erhalten sind. Zu den wenigen größeren Sälen, die den Krieg in München unbeschädigt überstanden, gehört die von Bestelmeyer umgestaltete Große Aula. Ein Grund für diese deutlich bessere Erhaltung der jüngeren Teile dürfte in der umfangreichen Verwendung des neuen und feuerresistenten Werkstoffes Beton für Decken und Gewölbeschalen liegen.
Infolge der Bombenzerstörung 1944 konnte der Lehrbetrieb nur noch rudimentär aufrechterhalten werden.

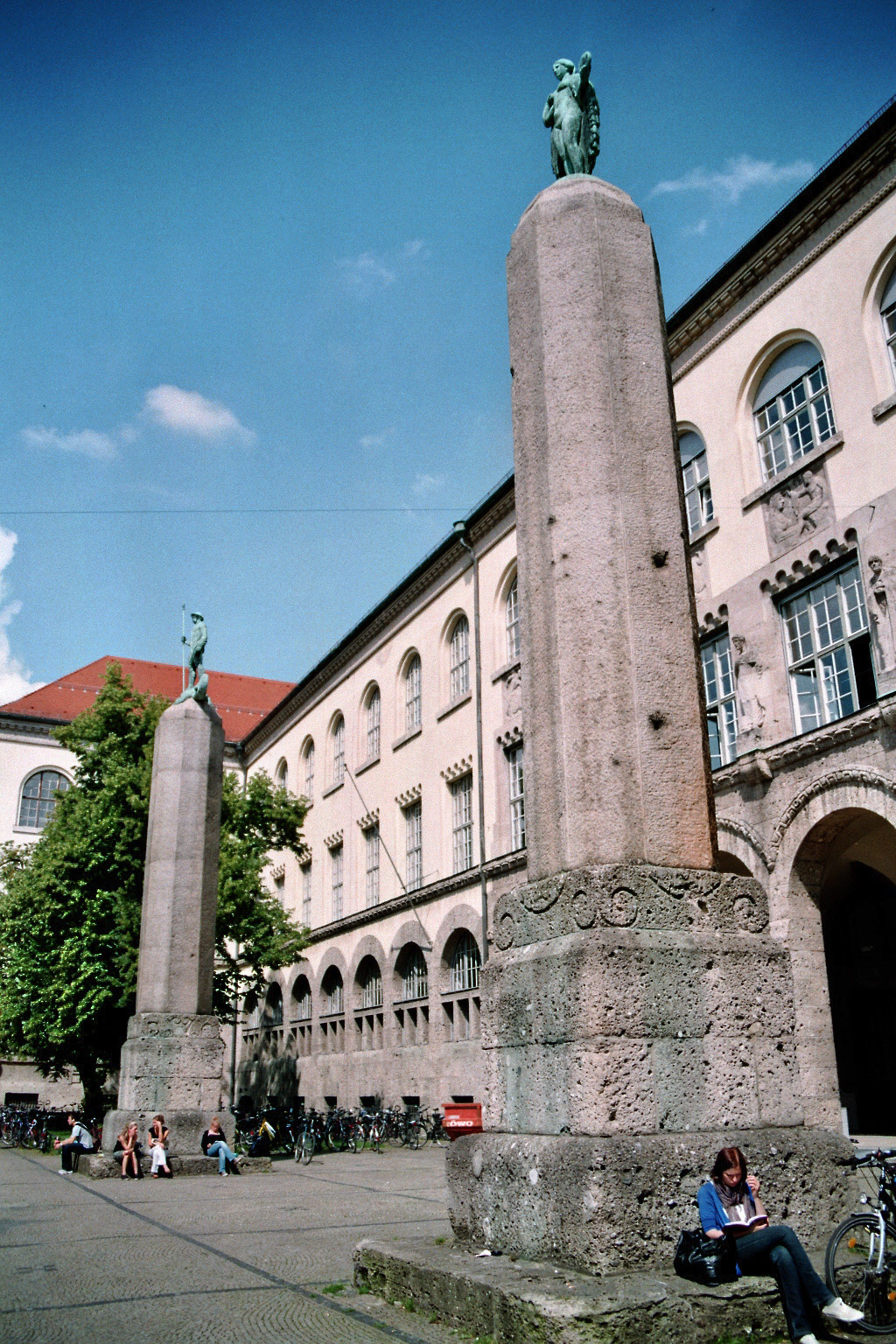
Rückseite des Gebäudes (Amalienstraße 17)

Nach dem Krieg erfolgte zunächst nur eine notdürftige Wiederherstellung des Gebäudes ohne den Großen Lichthof, so dass die Universität bereits im Sommersemester 1946 wieder ihren Betrieb aufnehmen konnte. Der folgende Wiederaufbau wurde vorwiegend 1946–1951 durch das Universitätsbauamt ausgeführt und folgte weitgehend den Konzepten Friedrich von Gärtners und German Bestelmeyers. Bis 1953/55 wurden die Fassade auf der Forumsseite und das Mittelvestibül im 1. Stock des Gärtner-Baus originalgetreu rekonstruiert. Das Vestibül im 2. Stock wurde dagegen neu gestaltet. Bis 1958 wurden die meisten Schäden am gesamten Universitätsgebäude behoben, und am 12. Juni 1958 konnte die feierliche Wiedereröffnung des restaurierten Lichthofes begangen werden. Insgesamt kostete die Instandsetzung ca. 8.500.000 DM (unter Berücksichtigung der Inflation entspricht dies heute ca. 24.200.000 EUR).
1958–1960 wurde der Nordflügel des Bestelmeyerschen Ehrenhofes an der Amalienstraße durch einen Hörsaalbau nach Norden verlängert und erhielt außen das Fassadensystem des benachbarten Altbaues. 1960–1962 wurde die noch bestehende Lücke zwischen der Adalbertstraße und dem Gärtner-Bau im Osten durch einen Neubautrakt in den Formen der internationalen Moderne ergänzt. 1961 erhielt die Fassade des Gärtner-Baus 14 neue Gelehrtenmedaillons, die die ältere Reihe aus 44 Medaillons fortsetzten. Als bislang letzte größere Veränderung am Hauptgebäude wurde ein U-Bahn-Eingang 1972 in den nördlichen Flügel der Uranlage eingebaut.

## Innenraum

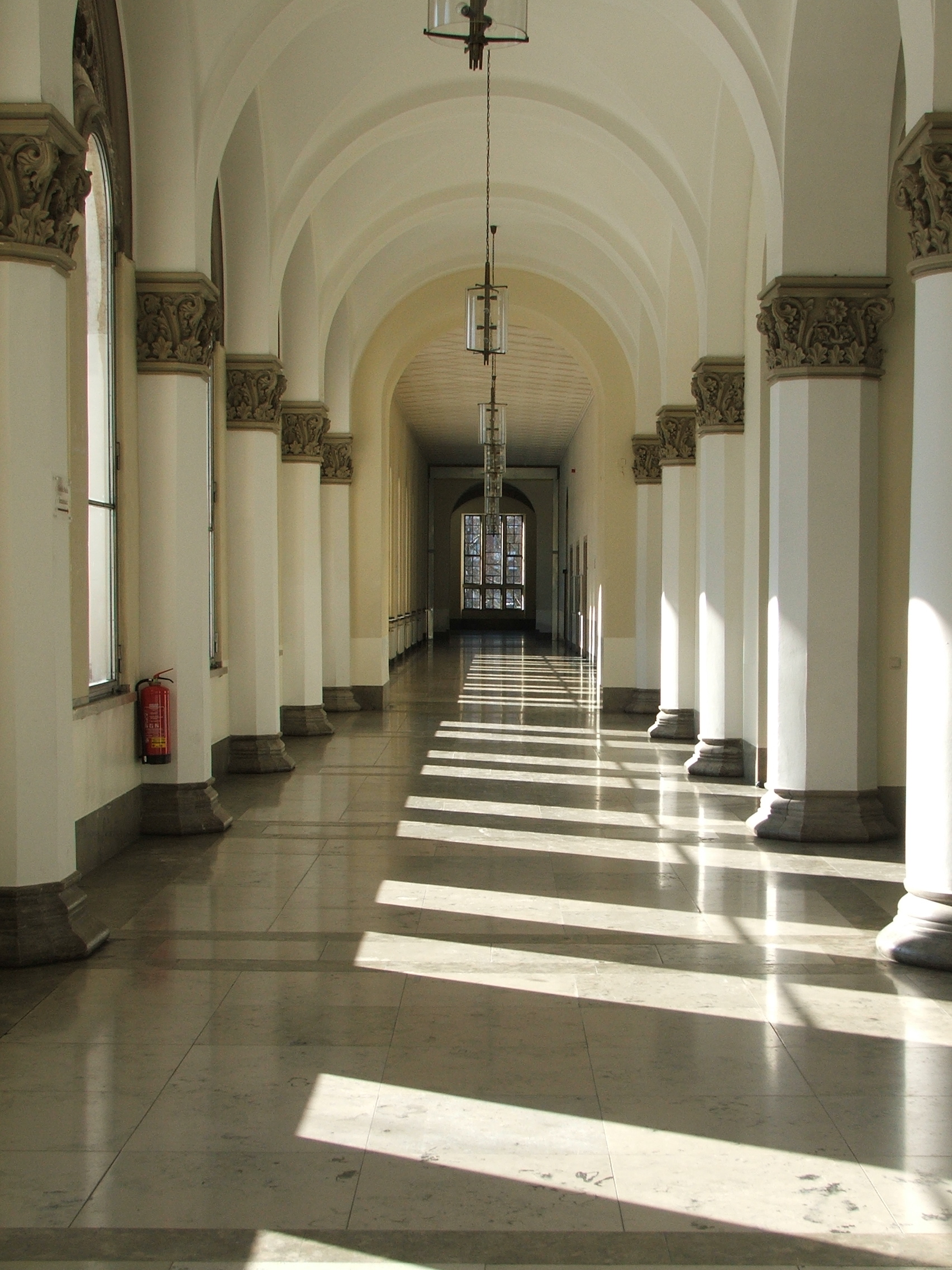
Galerie im Obergeschoss des Gärtner-Baus

Der Innenraum erschließt sich dem Besucher durch den Haupteingang am Geschwister-Scholl-Platz. Der Bau Gärtners umschließt hier den Platz von drei Seiten und verläuft noch weiter Richtung Norden entlang der Ludwigstraße. Über die Treppenanlage gelangt man in den ersten Stock, wo der typische Rundbogenstil Gärtners offensichtlich wird. Wie im Eingangsbereich stützen hier Säulen ein Kreuzgratgewölbe. An diesen „Vorraum“ schließt sich nach links und rechts ein lichtdurchfluteter Gang mit den typischen Rundbogenfenstern an.
Bestelmeyers Anbau öffnet die ursprünglich zentrale Treppenanlage, die den Gärtner-Bau in eine Nord- und Südhälfte gliedert, zu einem Lichthof und erweitert den Grundriss zu einer Dreiflügelanlage, die zwei Innenhöfe einschließt.
Der Stil Bestelmeyers zeigt sich bereits im Lichthof. Aber auch viele weitere bauliche Details lassen auf eine Art Synthese des Jugendstils mit byzantinischem Einfluss schließen. Die Säulen im Lichthof zeigen jeweils ein anderes, phantasievolles Kapitell, außerdem finden sich im gesamten Bestelmeyer-Bau verschiedene Mosaike und Tiermotive. Interessant ist hierbei auch der Eingang auf der Seite der Amalienstraße, der entfernt die Rundbogenmotivik aufgreift, aber mit den Bestelmeyerschen Tiermotiven verbindet.

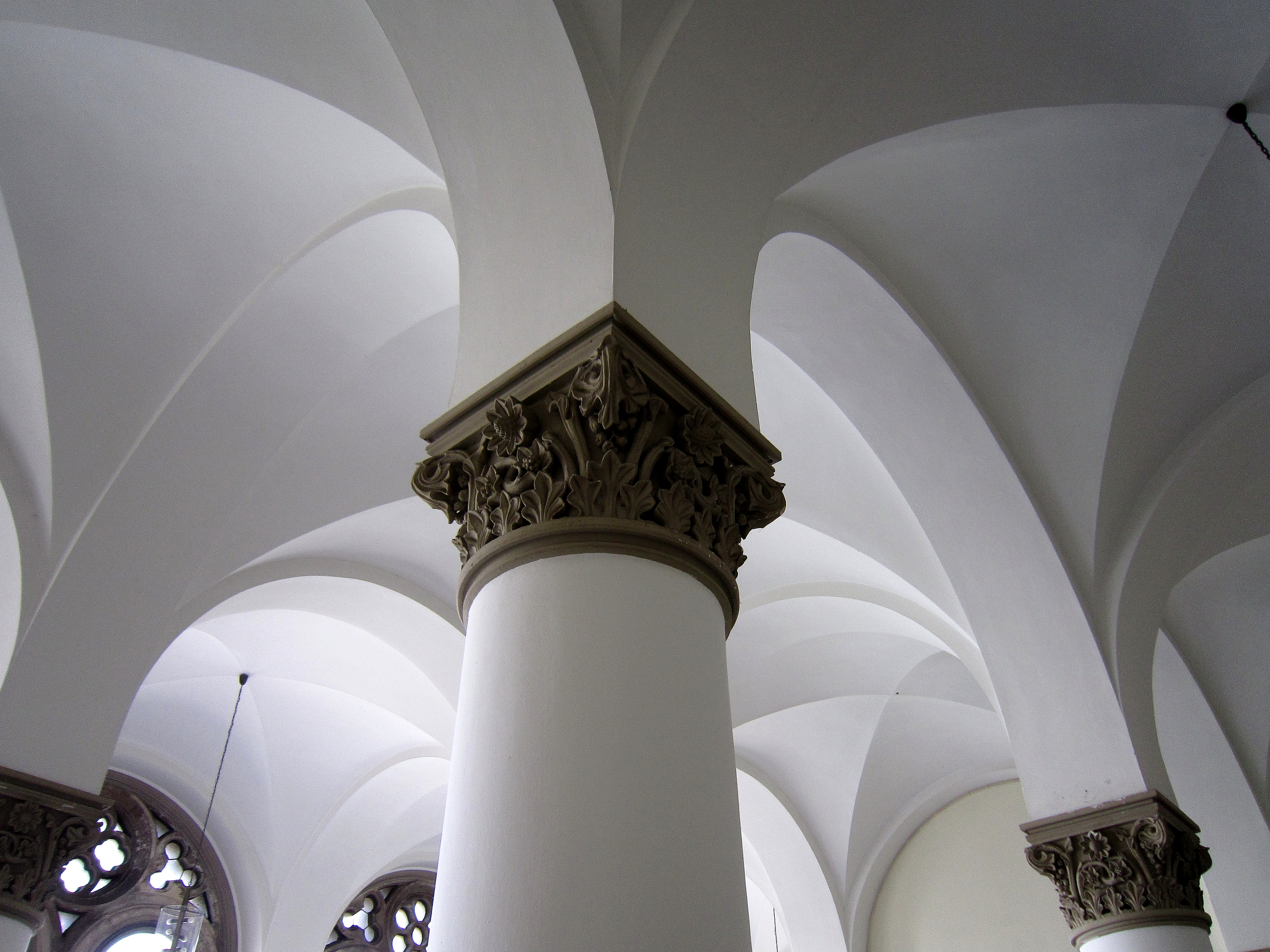
Säulenhalle im 1. OG des Gärtner-Baus
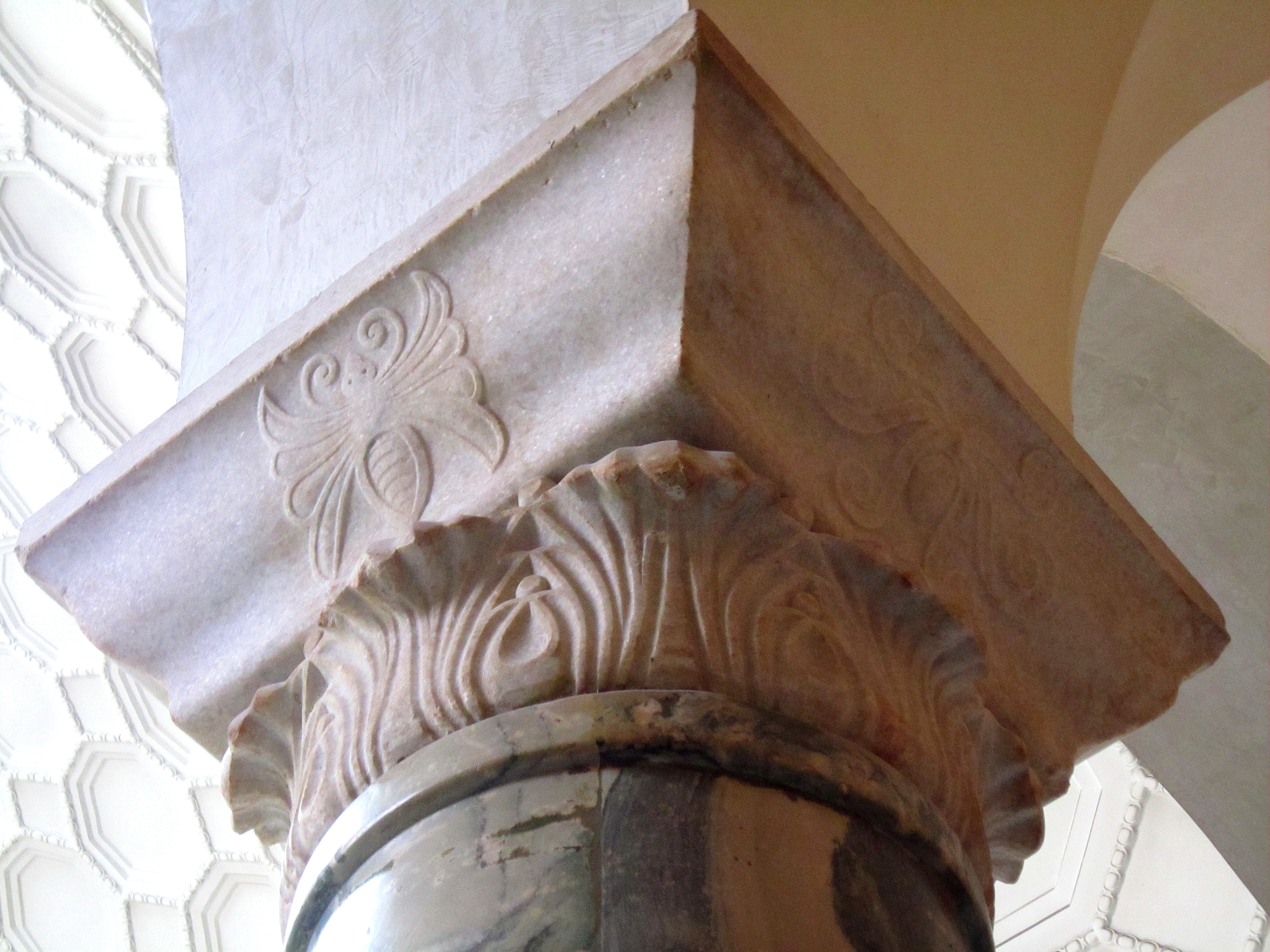
Kapitell in der Galerie im Lichthof, 1. OG (German Bestelmeyer)

## Kunstwerke im Gebäude

### Vestibül und Lichthof

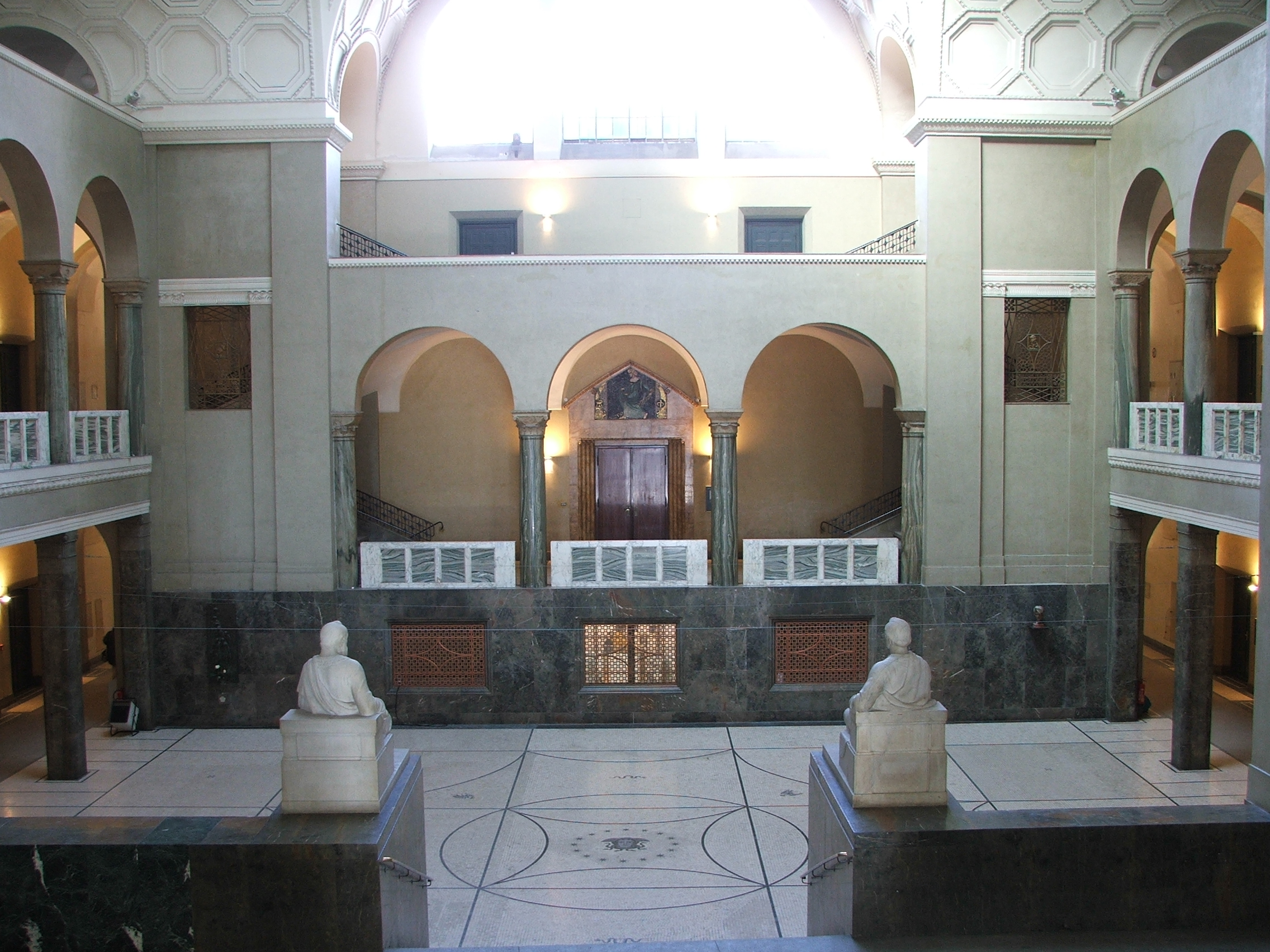
Lichthof mit Bodenmosaik. Vorn die Sitzstatuen des Prinzregenten Luitpold (links) und Ludwigs I.

Betritt man das Hauptgebäude der Universität von Osten (Geschwister-Scholl-Platz), sieht man im Vestibül des Gärtner-Baus drei Mosaikfelder, die nach einem Entwurf von Wilhelm Köppen (1876–1917) umgesetzt wurden, der im Zuge der Umgestaltung des Hauptgebäudes unter German Bestelmeyer in den Jahren 1909/10 tätig war.
Den Boden im Lichthof des Hauptgebäudes ziert ebenfalls ein Mosaik Köppens. Das Mosaik folgt einem polygonalen Strukturverlauf. Das Medusenhaupt bildet das zentrale Motiv, welches von einem Sternenkreis eingefasst ist. In den umliegenden quadratischen Feldern sind abwechselnd Adler und Schlangen, insgesamt acht an der Zahl, kreisförmig eingearbeitet.
Zwei Personendenkmale der Bildhauer Knut Åkerberg und Bernhard Bleeker aus dem Jahr 1911 flankieren den Treppenaufgang im Lichthof. Zu sehen sind König Ludwig I. (Knut Åkerberg, im Norden) und Prinzregent Luitpold (Bernhard Bleeker, im Süden) als Sitzstauen.

### Große Aula

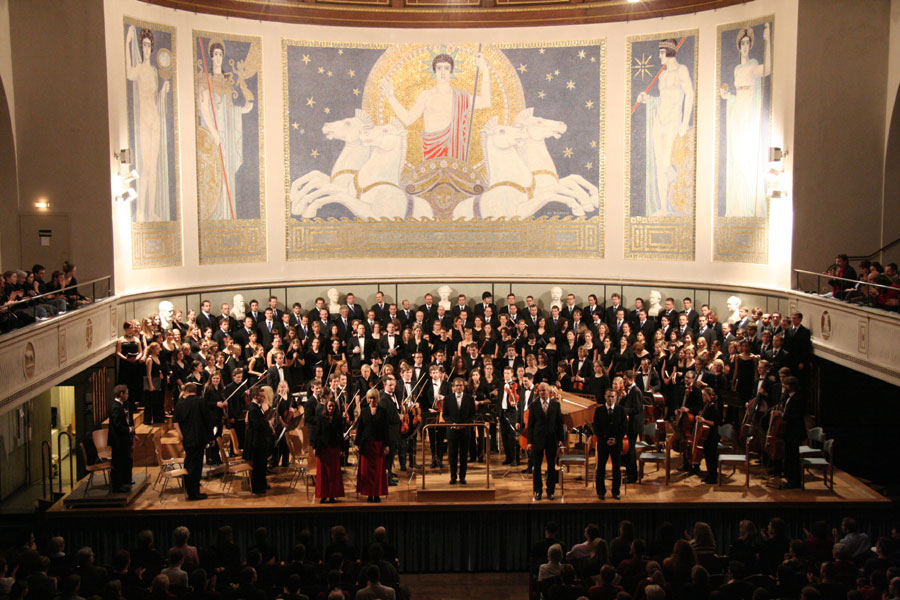
Große Aula mit Apoll-Mosaik, Winterkonzert 2006

Im ersten Obergeschoss im Südflügel des Gärtner-Baus liegt die Große Aula. Das Apoll-Mosaik in der Apsis dort ist ebenfalls das Werk von Wilhelm Köppen. Das Mosaik ist in fünf Wandfelder unterteilt. In der Mitte ist Apoll mit dem Sonnenwagen zu sehen, welcher von vier Pferden gezogen wird. Die zwei Felder je zur Linken und Rechten Apolls zeigen die Götter (v. l. n. r.) Hera, Athene, Hermes und Aphrodite. Darunter erstreckt sich ein Sockelfries, der bei Apoll folgende Inschrift, aus Sophokles Antigone, aufweist: „ΑΚΤΙΣ ΑΕΛΙΟΥ ΚΑΛΛΙΣΤΟΝ ΦΑΟΣ.“ (Strahl der Sonne, schönstes Licht.) Köppens Signatur befindet sich unter den Pferden des Apolls. Ergänzend zum Mosaik reihen sich unter dem Sockelfries die Büsten von Maximilian I. Joseph, Ludwig I., Maximilian II., Ludwig II., Otto I., Prinzregent Luitpold und Ludwig III.

### Weitere Mosaike
Die Eingangstür des Auditorium maximum, im ersten Obergeschoss auf der Seite des Lichthofs, zeigt ein Mosaikfeld von Julius Diez. Zu sehen ist die Göttin der Wissenschaft. Den Hintergrund bilden die Tierkreiszeichen und die Symbole der Fakultäten.
Eine weitere Mosaikarbeit von Köppen ist der Wandbrunnen mit Uhr im Vestibül des Bestelmeyer-Anbaus im Westen des Auditorium maximum Richtung Amalienstraße.

### UniGalerieLMU
Die UniGalerie der Ludwig-Maximilians-Universität besteht seit Mai 2008. Die Räume der Galerie sind im Eingangsbereich der Studentenkanzlei im Hauptgebäude untergebracht.
Neben dem Auftrag, zeitgenössischen Künstlern und Künstlerinnen, besonders Absolventen der LMU, eine Plattform zu bieten, werden ebenfalls Ausstellungen mit historischen Kunstwerken aus eigenen Beständen der LMU konzipiert und umgesetzt. Die UniGalerieLMU unterhält Kooperationen mit „Kunst am CAS“ und dem Projekt „Kunstbestand der LMU“.

## Erinnerung an die Weiße Rose
Am 18. Februar 1943 legten die Geschwister Scholl Flugblätter der Widerstandsgruppe Weiße Rose im Hauptgebäude aus. Anschließend wurden sie in dem Gebäude verhört und verhaftet. Es war die letzte Aktion der Weißen Rose.

### Weiße-Rose-Orgel

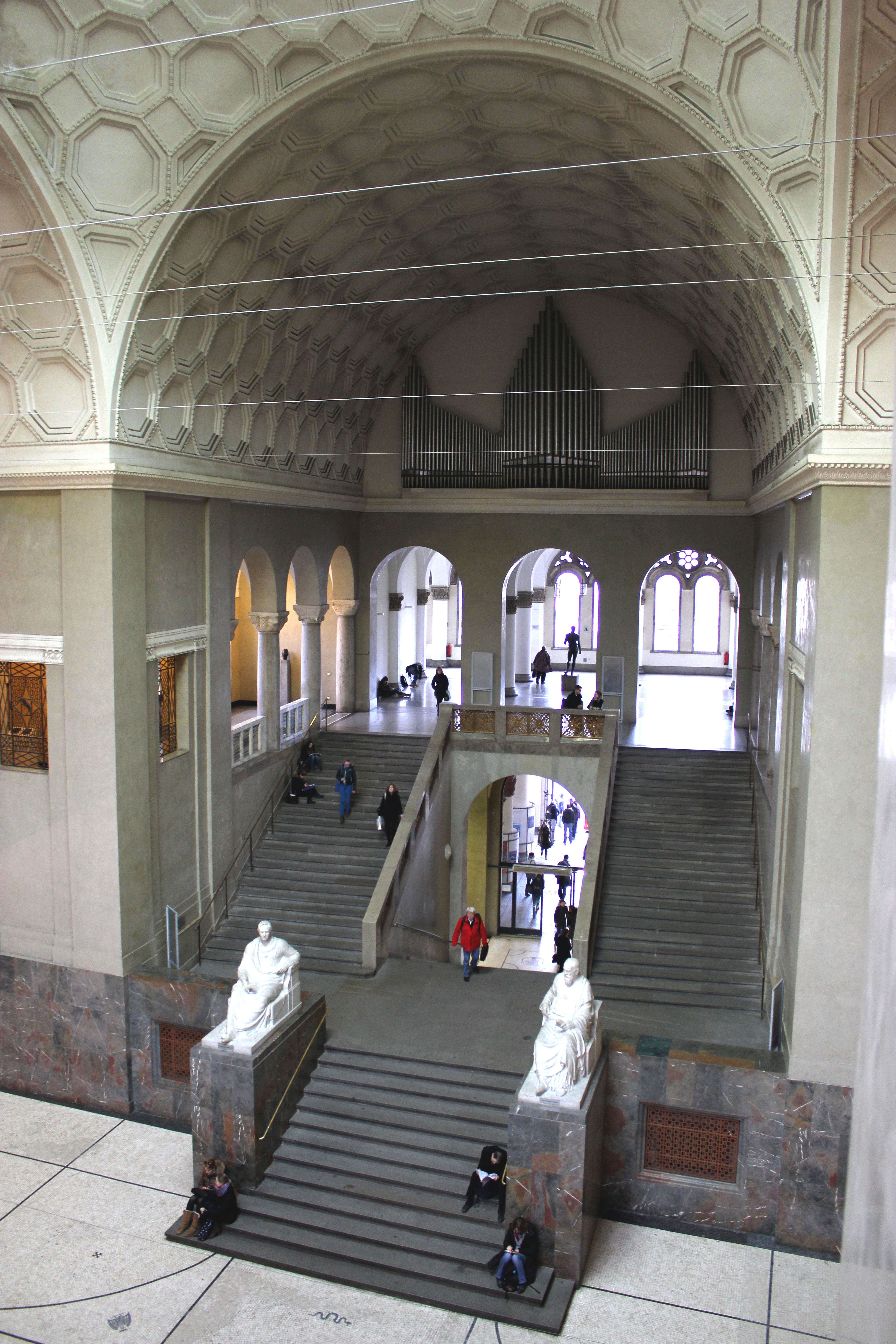
Blick vom Lichthof zur Weiße-Rose-Orgel

Im östlichen Gewölbeflügel des Lichthofs, gegenüber dem Audimax, befindet sich die Weiße-Rose-Orgel, die ihren besonderen Namen zum Gedenken an die Weiße Rose trägt. Sie wurde 1960 von der Firma G. F. Steinmeyer & Co. (Oettingen) als Opus 1999 erbaut. Sie ist jährlich im Februar in einem Weiße-Rose-Gedenkkonzert zu hören. Bei diesen Konzerten werden auch Texte vorgelesen, die an die Weiße Rose erinnern.
An dieser Stelle befand sich vormals das Mosaik Der Brunnen der Wissenschaften von Julius Diez, das im Zweiten Weltkrieg zerstört wurde. Auf Bestreben des damaligen Rektors Joseph Pascher wurde die Orgel im Jahr 1960 als „Gedenkinstrument“ eingebaut. Am 23. Februar 1961 wurde sie mit einem Konzert des Münchner Domorganisten Heinrich Wismeyer eingeweiht, der auch das Abnahmegutachten verfasst hatte. 2012–2013 wurde die Orgel durch Markus Harder-Völkmann (Neubiberg) saniert und gereinigt. Dabei wurde auch eine Funksteuerung eingebaut.
Das Instrument hat 29 Register (1680 klingende Pfeifen, 3 Transmissionen im Pedal) auf zwei Manualen und Pedal. Die Disposition lautet:
| I Hauptwerk C–g3 |       |
| Prinzipal        | 8′    |
| Gemshorn         | 8′    |
| Rohrflöte        | 8′    |
| Oktav            | 4′    |
| Kleingedackt     | 4′    |
| Waldflöte        | 2′    |
| Mixtur IV        | 1 ⁄3′ |
| Trompete         | 16′   |

| II Schwellwerk C–g3   |        |
| Rohrgedackt           | 16′    |
| Holzprinzipal         | 8′     |
| Gedackt               | 8′     |
| Salicional            | 8′     |
| Schwebung             | 8′     |
| Italienisch Prinzipal | 4′     |
| Spitzflöte            | 4′     |
| Quint                 | 2 ⁄3′  |
| Oktav                 | 2′     |
| Terz                  | 1 3⁄5′ |
| Plein jeu V           | 2′     |
| Helle Trompete        | 8′     |
| Tremulant             |        |

| Pedal C–f1    |         |
| Prinzipalbass | 16′     |
| Subbass       | 16′     |
| Zartbass      | 16′     |
| Quintbass     | 10 2⁄3′ |
| Oktavbass     | 8′      |
| Flötbass      | 8′      |
| Choralbass    | 4′      |
| Posaune       | 16′     |
| Trompete      | 8′      |

- Koppeln: II/I, I/P, II/P
- Elektropneumatische Trakturen, fahrbarer Spieltisch.

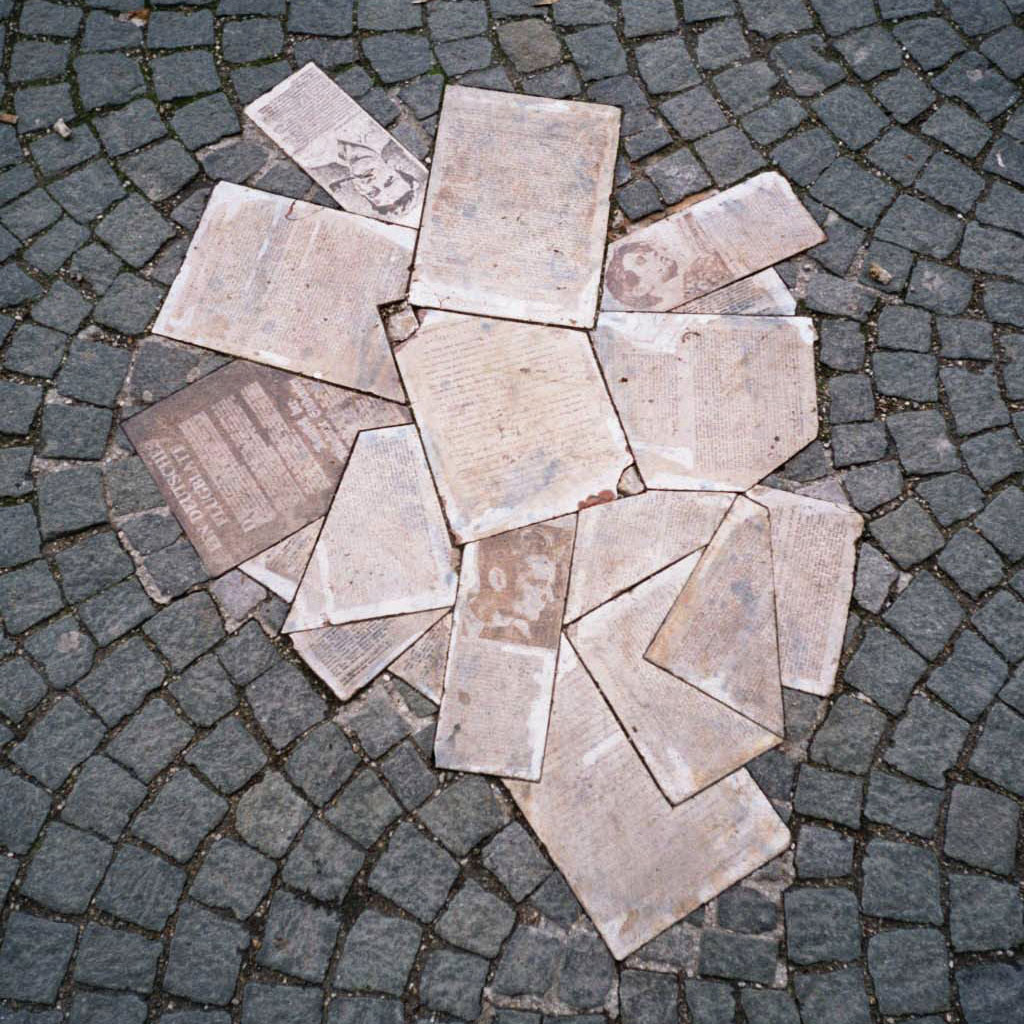
Bodendenkmal für die Weiße Rose vor dem Gebäude (Teilansicht)

- Anmerkungen:

1. ↑  Transmission Rohrgedackt 16' (II)
2. ↑  Transmission Gedackt 8' (II)
3. ↑  Transmission Helle Trompete 8' (II)

### Bodendenkmal
Vor dem Haupteingang erinnert seit 1988 ein bekanntes Bodendenkmal an die Weiße Rose (siehe Details).

### DenkStätte Weiße Rose
Die DenkStätte Weiße Rose wurde im Jahr 1997 am Lichthof eingerichtet. Der Ausstellungs- und Gedenkraum dient der Information über die Weiße Rose. Die Weiße Rose Stiftung betreut die DenkStätte und bietet Führungen an.

### Gedenktafeln und Denkmale im Lichthof
Die verhängnisvolle letzte Aktion der Weißen Rose endete mit dem Herabfallen von Flugblättern in den Lichthof. Dort erinnern Gedenktafeln sowie ein Bronzerelief und eine Büste von Sophie Scholl an die hingerichteten Mitglieder der Weißen Rose (siehe Details).

## Nutzung

### Historische Nutzung
Das Hauptgebäude beherbergte zu seiner Entstehungszeit sowohl den Sitz der Universitätsleitung und der Verwaltung, als auch fast die gesamten Räumlichkeiten, die für den universitären Lehrbetrieb notwendig waren. Im Bau Gärtners befanden sich bereits zwölf Hörsäle, zahlreiche Seminarräume, diverse naturwissenschaftliche Sammlungen, Werkstätten und weitere Räumlichkeiten, die den diversen Fakultäten zur Verfügung standen und sich vor allem im Erdgeschoss sowie im ersten Obergeschoss des Nord- und Südflügels befanden. Die Zimmer des Mitteltraktes im ersten Obergeschoss waren fast ausnahmslos der Universitätsleitung vorbehalten. Unter anderem waren dort die Räume des Verwaltungsausschusses, der Kanzlei, das Sekretariat sowie das sehr prunkvoll ausgestattete Rektorat mit eigenem Vorzimmer untergebracht. Für repräsentative Zwecke wurde im Südflügel eigens die Große Aula errichtet, die vom ersten bis in das zweite Obergeschoss hinauf reichte. Das zweite Obergeschoss beherbergte sonst hauptsächlich die Universitätsbibliothek.

### Heutige Nutzung
Auch heute noch dient das Hauptgebäude als Zentrale der Universität. Sowohl die Universitätsleitung als auch große Teile der Verwaltung sowie einzelne Institute befinden sich weiterhin in diesem Gebäude. In den zahlreichen Hörsälen findet ein Großteil der universitären Vorlesungen statt.